# BYD Flyer

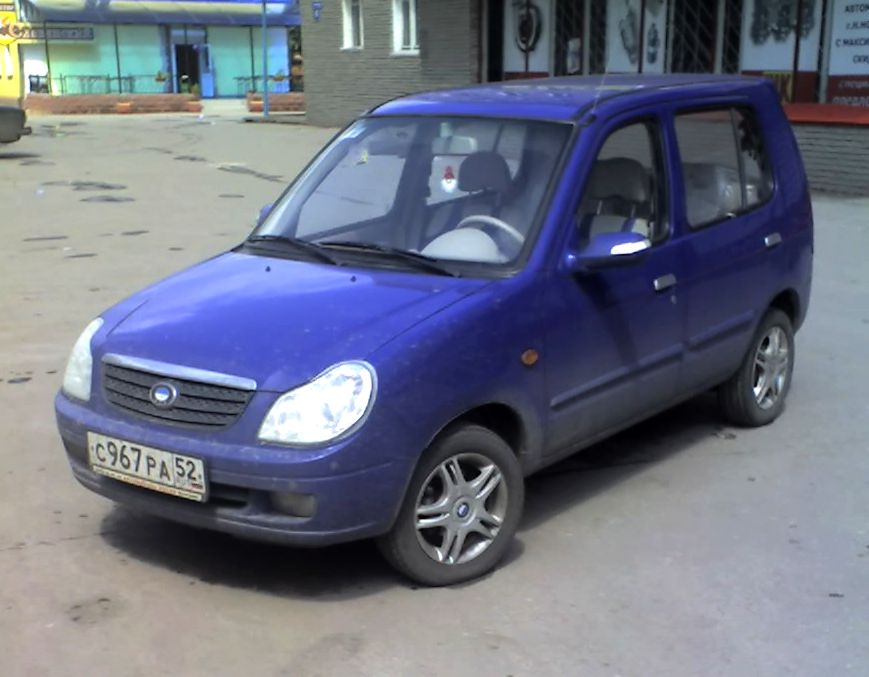
BYD Flyer

De BYD Flyer (F1) is een miniklassestadswagen die tussen 2001 en 2008 geproduceerd werd door BYD Auto, een Chinese autofabrikant in Xi'an.

## Series
- BYD Flyer I- Productie vanaf 2001.
- BYD Flyer II- wordt ook in Rusland verkocht.

## Motortypes
- HH368QA1- 796cc - 29,5 kW - 4l/100km
- LJ465Q-1ANE1 - 1100cc - 38,5 kW - 5l/100km
- HH465Q-2E - 1100cc - 38,5 kW - 5l/100km

Huidige modellen in Nederland en België:
ATTO 3 ·
Dolphin · 
Flyer · 
HAN ·
TANG